# Warwara Borissowna Baryschewa
Warwara Borissowna Baryschewa (russisch Варвара Борисовна Барышева; * 24. März 1977 in Moskau) ist eine ehemalige russische Eisschnellläuferin.

## Olympische Winterspiele
Bei den Olympischen Spielen 2002 in Salt Lake City belegte Baryschewa den fünften Platz über 5000 m vor Anni Friesinger.
Ihren größten Erfolg feierte sie beim Teamlauf mit der russischen Mannschaft. Hier gewann sie bei den Olympischen Spielen 2006 in Turin – zusammen mit Jekaterina Abramowa, Galina Lichatschowa, Jekaterina Lobyschewa und Swetlana Wyssokowa – die Bronzemedaille.

## Persönliche Bestzeiten
| Distanz | Zeit    | Datum           | Ort            |
| ------- | ------- | --------------- | -------------- |
| 500 m   | 38,86   | 15. März 2001   | Calgary        |
| 1000 m  | 1:15,70 | 17. März 2001   | Calgary        |
| 1500 m  | 1:55,22 | 16. März 2001   | Calgary        |
| 3000 m  | 4:05,73 | 9. März 2001    | Salt Lake City |
| 5000 m  | 6:56,97 | 9. Februar 2002 | Salt Lake City |

Quellen:

## Teilnahmen an Welt- und Europameisterschaften

### Einzelstrecken-Weltmeisterschaften
- 1999 Heerenveen: 6. Platz (1500 m)
- 2000 Nagano: 9. Platz (3000 m)
- 2001 Salt Lake City: 10. Platz (1500 m) und 8. Platz (3000 m)

### Sprintweltmeisterschaften
- 2001 Inzell: 9. Platz in der Gesamtwertung

### Mehrkampf-Weltmeisterschaften
- 1999 Hamar: 8. Platz (Kleiner-Vierkampf)
- 2001 Budapest: 6. Platz (Kleiner-Vierkampf)
- 2002 Heerenveen: 5. Platz (Kleiner-Vierkampf)
- 2004 Hamar: 8. Platz (500 m)

### Mehrkampf-Europameisterschaften
- 1999 Heerenveen: 8. Platz (Kleiner-Vierkampf)
- 2000 Hamar: 8. Platz (Kleiner-Vierkampf)
- 2001 Baselga di Pinè: 9. Platz (Kleiner-Vierkampf)
- 2002 Erfurt: 5. Platz (Kleiner-Vierkampf)
- 2004 Heerenveen: 10. Platz (Kleiner-Vierkampf)
- 2005 Heerenveen: 8. Platz (500 m)

## Weltcup-Teilnahmen
- 1999/2000: 7. Platz (1500 m)
- 2000/2001: 6. Platz (1500 m) und 8. Platz (3000 m/5000 m)
- 2001/2002: 9. Platz (1500 m) und 8. Platz (3000 m/5000 m)
- 2003/2004: 9. Platz (1500 m)
- 2005/2006: 2. Platz (Teamlauf)

## Auszeichnungen
- 2006:  Verdienter Meister des Sports Russlands[3]